# سنگان (تهران)
سنگان نام روستا و منطقه‌ای کوهستانی و بسیار زیبا در شمال غربی تهران و کمی بالاتر از سولقان است. ارتفاع روستای سنگان از سطح دریا ۲۱۰۰ متر است. این روستا دارای چهار محله (محل پایین، محل وسط محل باغدره و محله بالا) است. راه دسترسی به این روستا از طریق جادهٔ امامزاده داوود است. سنگان۳ اثر ملی (آبشار و درخت چنار هزار ساله امام‌زاده قاسم و سبد سنگونی صنایع دستی سنگان) در فهرست میراث طبیعی ایران دارد دارای سه امامزاده متبرکه نام این امامزادگان امامزاده سید علاء الدین در محلهٔ پایین، امامزاده سید عمادالدین در محلهٔ وسط و امامزاده قاسم در محله
بالا است؛ در محلهٔ پایین یک تکیهٔ تاریخی وجود دارد که تاریخ نگاشته شده در سنگ قبرهای داخل دیوار تکیه مربوط به ۷۵۰سال قبل دورهٔ ایلخانان است که بنای آن با رسمی شدن مذهب تشیع در دوره صفویه احداث شد و تا به حال دو بار مرمت و بازسازی گردیده و از معماری منحصر به فرد و بسیار زیبایی برخوردار است. تا چند سال قبل قبرهایی که آن‌ها را به زرتشتیان نسبت می‌دادند در مقابل این تکیه وجود داشت که اینک از سرنوشت آن‌ها اطلاعی در دست نیست.
ساکنین سنگان از دیرباز به زبان پهلوی رازی  سخن می‌گویند بنابر این، گویش مردم سنگان به مانند سایر گویشوران شمیران قدیم ریشه در زبان رازی یا راجی که خود برگرفته از زبان پهلوی که در شمال و شمال غربی و مغرب و جنوب غربی ایران رواج داشته، بوده است. قدیمی‌ترین محله روستای سنگان، محلهٔ پائین نام دارد که ورود به سنگان نیز از طریق همین محله است. . آثار بازمانده تاریخی به ویژه آرامگاه امامزاده‌های سه‌گانه سنگان، نشانگر قدمت طولانی این روستا است. به استناد نوشته‌های برخی از سنگ قبرها قدمت روستای سنگان به بیش از ۲۰۰۰ سال پیش می‌رسد. فاصله تهران تا سنگان با اتومبیل حدود بیست الی بیست و پنج دقیقه است. شیب مسیر پس از عبور از باغ‌ها، به تدریج زیاد شده و بر روی یال‌های متعددی امتداد می‌یابد که دیواره‌ای سنگی تمام این یال‌ها را به دو میان تقسیم می‌کند. این دیواره بلند باعث به وجود آمدن آبشارهای بسیار شده‌است. سنگان، دارای یک آبشار بسیار زیباست که دسترسی به آن معمولاً نیاز به ۱ تا ۲ ساعت کوهپیمایی دارد که بر بالای این دره خودنمایی می‌کند. آبشار زیبای سنگان که با بلندی حدود ۳۰ متر بزرگ‌ترین آبشار استان تهران و جزو چند آبشار مرتفع ایران است، دارای محوطه‌ای مسطح و مناسب برای اتراق و استراحت است. در طرف چپ آبشار هم با کمی فاصله غارهایی دیده می‌شوند. آبشار سنگان ۲۵۷۵ متر از سطح دریا ارتفاع دارد و در شمال آن قله پهنه حصار واقع شده‌است. رودخانه فصلی سنگان به طول دوازده کیلومتر از دامنه‌های شرقی کوه کرکو در ۳۵ کیلومتری شمال غربی تهران سرچشمه گرفته و پس از سیراب نمودن روستای سنگان به رود سولقان و کن می‌یزد.